# Премия Дзюнъитиро Танидзаки
Премия Дзюнъитиро Танидзаки (яп. 谷崎潤一郎賞 Танидзаки Дзюнъитиро: сё:) — литературная премия Японии, присуждаемая автору художественного произведения. Учреждена издательством «Тюокоронся» в память о скончавшемся в 1965 году Дзюнъитиро Танидзаки, классике японской литературы XX века.
Премия присуждается ежегодно. Призом лауреату являются памятные часы и один миллион иен (на 2024 год). Премия Танидзаки относится к числу наиболее престижных литературных премий Японии.

## Лауреаты
В отдельные годы премия присуждалась сразу двум авторам, в нескольких случаях — ни одному.

### 1965—1999
- 1965: Нобуо Кодзима — «Семейный круг» (抱擁家族)[a]
- 1966: Сюсаку Эндо — «Молчание» (沈黙)[a]
- 1967:
1) Кэндзабуро Оэ — «Футбол 1860 года» (万延元年のフットボール)[a]
2) Кобо Абэ — «Друзья» (友達)[a]
- 1968: премия не присуждалась
- 1969: Фумико Энти — «Раненое крыло» (傷ある翼), «Радуга и ашура» (虹と修羅) и др.
- 1970:
1) Ютака Хания — «Чёрные лошади во мраке» (闇のなかの黒い馬)
2) Дзюнноскэ Ёсиюки — «Тёмная комната» (暗室)
- 1971: Хироси Нома — «Круг молодёжи» (青年の環)
- 1972: Сайити Маруя — «Один в поле» (たった一人の反乱)
- 1973: Отохико Кага — «Невозвратное лето» (帰らざる夏)
- 1974: Ёсими Усуи[яп.] — «Адзумино» (安曇野)
- 1975: Цутому Мидзуками[яп.] — «Иккю» (一休)
- 1976: Сидзуо Фудзиэда[яп.] — «Дэнсин-угаку» (田紳有楽)
- 1977: Тосио Симао — «День за днём» (日の移ろい)
- 1978: Синъитиро Накамура — «Лето» (夏)
- 1979: Комимаса Танака — «Кап, кап» (яп. ポロポロ поро поро)
- 1980: Таэко Коно — «Однолетняя пастораль» (一年の牧歌)
- 1981:
1) Ситиро Фукадзава — «Бумажные куклы» (みちのくの人形たち)
1) Мэйсэй Гото — «Куртизанка Ёсино» (吉野大夫)
- 1982: Минако Оба — «Бесформенность» (寂兮寥兮)
- 1983: Ёсикити Фуруи — «Ипомея» (槿)
- 1984:
1) Сэндзи Курои — «Стадное существование» (群棲)
2) Юити Такаи — «Японское небо» (この国の空)
- 1985: Харуки Мураками — «Страна Чудес без тормозов и Конец Света» (世界の終りとハードボイルド・ワンダーランド)[a]
- 1986: Кэйдзо Хино — «Будто движутся пески» (砂丘が動くように)
- 1987: Ясутака Цуцуи — «Переход» (夢の木坂分岐点)
- 1988: премия не присуждалась
- 1989: премия не присуждалась
- 1990: Кёко Хаяси — «А теперь покойся с миром» (やすらかに今はねむり給え)
- 1991: Хисаси Иноуэ — «Шанхайская луна» (シャンハイムーン)
- 1992: Дзякутё Сэтоути — «У цветка спросив» (花に問え)
- 1993: Нацуки Икэдзава — «Падение Матиаса Гири» (マシアス・ギリの失脚)
- 1994: Такаси Цудзии — «Радуга над мысом» (虹の岬)
- 1995: Кунио Цудзи[яп.] — «Цветок Сайгё» (西行花伝)
- 1996: премия не присуждалась
- 1997: Кадзуси Хосака — «Воспоминания о временах года» (季節の記憶)
- 1998: Юко Цусима — «Хроника деревни, стоящей у огненной горы» (火の山―山猿記)
- 1999: Нобуко Такаги — «Просвечивающее дерево» (透光の樹)

### С 2000 года
- 2000:
1) Нобору Цудзихара —  (遊動亭円木?)
2) Рю Мураками — «Паразиты» (共生虫)[b]
- 2001: Хироми Каваками — «Портфель учителя» (センセイの鞄)
- 2002: премия не присуждалась
- 2003: Ёко Тавада — «Подозрительные пассажиры твоих ночных поездов» (容疑者の夜行列車)[c]
- 2004: Тосиюки Хориэ — «Юкинума и её окрестности» (雪沼とその周辺)
- 2005:
1) Ко Матида — «Исповедь» (告白)
2) Эйми Ямада — «Изысканный вкус» (風味絶佳)
- 2006: Ёко Огава — «Марш Мины[яп.]»
- 2007: Юити Сэйрай — «Эпицентр взрыва» (爆心)
- 2008: Нацуо Кирино — «Остров Токио» (東京島)
- 2009: премия не присуждалась
- 2010: Кадзусигэ Абэ — «Пистолеты» (ピストルズ)
- 2011: Маюми Инаба — «К полуострову» (半島へ)
- 2012: Гэнъитиро Такахаси[яп.] — «Прощай, Кристофер Робин!» (さよならクリストファー・ロビン)
- 2013: Миэко Каваками — «Любовные сны» (愛の夢とか)
- 2014: Хикару Окуидзуми — «Токийская автобиография» (東京自叙伝)
- 2015: Каори Экуни[яп.] — «Гекконы, лягушки и голубянки» (ヤモリ、カエル、シジミチョウ)
- 2016:
1) Акико Итояма — «Бессердечие» (薄情)
2) Ю Нагасима — «Комната № 5 следует за комнатой № 3» (三の隣は五号室)
- 2017: Хисаки Мацуура — «Честь и восторг» (名誉と恍惚)
- 2018: Томоюки Хосино — «Огонь» (яп. 焰 хоно:)
- 2019: Киёко Мурата — «Летящие люди» (яп. 飛族 хидзоку)[1]
- 2020: Кэнъитиро Исодзаки — Nihon Momai Zenshi (日本蒙昧前史)
- 2021: Хитоми Канэхара — «Несоциальная дистанция» (Unsocial Distance, Ansōsharudisutansu, アンソーシャルディスタンス)
- 2022: Банана Ёсимото — «Варежки и бутылка» (ミトンとふびん)
- 2023: Кикуко Цумура — «Нэнэ с водяной мельницы» (яп. 水車小屋のネネ)
- 2024: Томока Сибасаки[яп.] — «Продолжение и начало» (яп. 続きと始まり)

## Комментарии
1. 1 2 3 4 5  Переведено на русский язык.
2. ↑  Мураками Рю. Паразиты. — СПб.: Амфора, 2006. — 320 с. — ISBN 5-367-00270-6.
3. ↑  Тавада Ёко. Подозрительные пассажиры твоих ночных поездов. — М.: Азбука-классика, 2009. — 192 с. — ISBN 978-5-9985-0013-8.